# Front Parlour
Front Parlour è un brano strumentale di Paul McCartney, che apre la seconda facciata del suo album McCartney II del 1980.

## Il brano
Front Parlour è il primo brano della versione originale dell'album in ordine di registrazione: infatti, venne inciso poco dopo Check My Machine, un test del funzionamento degli apparecchi di registrazione polistrumentista, in seguito pubblicato come lato B di Waterfalls e come bonus track delle ristampe di McCartney II. Paul McCartney ricorda che venne registrata in un salotto posto davanti a una vecchia fattoria. Essendo vuoto, ci portò i macchinari di registrazione, e, per dare degli effetti di eco al rullante, sfruttò una cucina di grosse dimensioni. Il fatto di essere registrato nel salotto di fronte ("front parlour") alla fattoria ha dato il nome al pezzo. Originariamente, durava circa un minuto e mezzo in più della versione ufficialmente pubblicata; venne compiuto un edit quando la Parlophone bocciò la proposta di fare di McCartney II un album doppio. Nei piani iniziali dell'ex-beatle, Front Parlour doveva aprire l'album, ed era seguita da Frozen Jap.

## Formazione
- Paul McCartney: tastiere, batteria[1]